# チ・スウォン
チ・スウォン（지수원、池 秀媛、1967年6月18日 - ）は、韓国の女優である。身長170cm、体重48kg。所属会社はSTARIT Entertainment。
2000年映画『愛人 もうひとりのわたし』でセクシーな演技で「韓国のシャロン・ストーン」というニックネームを得た。

## 出演

### 映画
- 1993年 ツー・コップス - ヒロイン・スウォン 役
- 1994年 愛するのにいい日 - ヒロイン・オ・シジョン 役
- 1995年 ピアノのある冬 - チウン 役
- 1995年 ヘア・ドレッサー - ヒロイン・イ・クムジュ 役
- 1996年 ツー・コップス2 - スウォン 役
- 1998年 クワイエット・ファミリー - ウンジュ 役（友情出演）
- 2000年 愛人 もうひとりのわたし - 主演・ユジン 役
- 2008年 トラック - オ・ガウォン 役（特別出演）

### テレビドラマ
- 1991年 KBS月火ドラマ『水の国』 - ソ記者 役
- 1994年 MBC 8.15特集ドラマ『映画作り』 - 主演・シン・ハヨン 役
- 1995年 MBCベスト劇場『シンデレラはもうここに住んでいない』 - 主演・ウォン・ミリョン 役
- 1995年 MBC 納涼特集ドラマ『蜘蛛』 - イ・ミラン 役
- 1996年 KBS水木ドラマ『COLORカラー - ブルージャズに近いブルー』 - 主演・ハン・ヨンヒョン 役
- 1996年 KBS連続ドラマ『今日は南東風』 - パク・スミン 役
- 1999年 MBCベスト劇場『誘惑』 - ヒロイン・ユニ 役
- 2000年 SBS水木ドラマ『警察特攻隊』 - ソン・ウンフイ 役
- 2000年 KBS『TV文学館 - 橋がある風景』 - ムン係長 役
- 2001年 KBS連続ドラマ『明成皇后』
- 2001年 KBSドラマシティ『彼は私を愛していましたか?』 - ジョンア 役
- 2001年 MBCベスト劇場『幸せな男』 - 主演・ソン・ヨウンラン 役
- 2001年 MBC朝ドラマ『会いたい顔』 - キム・ミンジュ 役
- 2002年 MBC日曜朝ドラマ『愛を予約してください』 - チェ・ミギョン 役
- 2002年 KBS朝ドラマ『サキソフォンと大福餅』 - パク・チャギョン 役
- 2002年 MBCベスト劇場『あなたの家』 - 主演・ヘス 役
- 2003年 MBC週末ドラマ『死ぬほど好き』 - キム・ジェオク 役
- 2003年 KBS連続ドラマ『百万本のバラ』 - キム・スノク 役
- 2003年 SBS水木ドラマ『天女と詐欺師』 - ヤン・ミエ 役
- 2003年 SBSシットコム『狎鴎亭宗家』 - 宗家マネージャー 役
- 2005年 KBSドラマシティ『また愛しましょうか?』 - 主演・ユギョン 役
- 2005年 SBS金曜ドラマ『愛してる仇よ』 - ハ・ジョラン 役
- 2006年 MBC週末特別企画ドラマ『ドロシーを探せ』 - ソ・ジス 役
- 2006年 MBC朝ドラマ『妻の復讐 騙されて棄てられて』 - ペ・ヨンジョ 役
- 2009年 SBS週末劇場『愛は簡単じゃない』 - 主演・オ・プンラン 役
- 2010年 SBS週末劇場『運命の誘惑』 - ユン・ミンジュ 役
- 2013年 MBC週末特別企画ドラマ『黄金の虹』 - チャン・ミリム 役
- 2014年 JTBC週末連続ドラマ『12年ぶりの再会』 - キム・ヨンヒ 役
- 2014年 KBS連続ドラマ『カッコウの巣』 - チョン・ジンスク 役
- 2014年 KBS月火ドラマ『トロットの恋人』 - ファスン 役（特別出演）
- 2015年 MBC月火特別企画ドラマ『輝くか、狂うか』 - 皇太后 ユ：劉氏 役
- 2015年 KBSドラマスペシャル『見知らぬ童話』 - マリ 役
- 2015年 MBC水木ドラマ『波瀾万丈嫁バトル』 - オ・ジュラン 役
- 2016年 MBC週末ドラマ『ハッピー・レストラン 家和萬事成』 - ポン・サムスク 役
- 2016年 MBC連続特別企画ドラマ『黄金のポケット』 - モ・ナンソル 役
- 2017年 MBC特集ドラマ『ピング』 - ヨンシルが働く花屋の店主 役（特別出演）
- 2017年 OCN土日ドラマ『ブラック 恋する死神』 - パク・チス 役
- 2018年 KBS連続ドラマ『明日も晴れ』 - ユン・ソニ 役
- 2019年 MBC水木ドラマ『偶然見つけたハル』 - チャ・ジヒョン 役
- 2019年 KBS連続ドラマ『優雅な母娘』 - ソ・ウナ 役
- 2021年 TVINGオリジナルドラマ『魔女食堂に来てください』 - パク・ソ 役
- 2021年 MBC連続ドラマ『二番目の夫』 - チュ・ヘラン 役
- 2022年 Disney+連続ドラマ『キミと僕の警察学校』 - オ・スクジャ 役
- 2022年 KBS連続ドラマ『台風の花嫁』 ソ・ユニ / チョン・モヨン 役
- 2022年 MBC水木ドラマ『百人力執事 願い、かなえます』 - チェ・ミラン 役
- 2024年 MBC連続ドラマ『勇敢無双ヨン・スジョン』 - クム・ハニャン 役
- 2024年 Disney+連続ドラマ『ファインガースキャンダル』 - チャン・スリョン 役

## 受賞歴
- 1994年 第30回百想芸術大賞（映画部門）- 新人演技賞『ツー・コップス』
- 2006年 第33回MBC演技大賞 - 優秀演技賞『妻の復讐 騙されて棄てられて』